# Конфлікт між Філаретом та Епіфанієм
Конфлікт між Філаретом та Епіфанієм — конфлікт, який виник через модель управління, діаспору, назву та статут в Православній церкві України під час Надання автокефалії Православній церкві України та продовжився після Об'єднавчого собору й отримання Томосу про автокефалію поміж почесним патріархом Філаретом, який втрачає у процесі особисту головну владу та митрополитом Епіфанієм та більшістю архієреїв з Вселенським патріархатом, які обстоюють іншу модель управління церквою.

## Історія
Перші розбіжності між Почесним Патріархом Філаретом і Митрополитом Епіфанієм почались одразу після Об'єднавчого собору а пізніше розвинулись і після отримання томосу про автокефалію. Філарет вважав, що не можна поминати предстоятеля РПЦ Кирила у диптиху помісних церков. Натомість Епіфаній відповідно до настанов Вселенського патріарха під час першої служби поминав Кирила разом з предстоятелями інших помісних церков. «Після Об'єднавчого собору і після отримання Томосу у нас відбулися певні розбіжності у майбутньому баченні розбудови єдиної помісної Православної церкви, щодо моделі керування церквою, яка об'єдналася», — повідомив митрополит Епіфаній.
У першій половині травня 2019 року Філарет розіслав архієреям колишньої УПЦ КП запрошення на 13-14 травня до Києва на «урочисте молитовне спілкування» в пам'ять про священномученика Макарія на бланках УПЦ КП. А вже 9 травня сам Почесний Патріарх заявив, що Українська православна церква Київського патріархату досі існує. Незважаючи на те, що він сам поставив відповідний підпис на Об'єднавчому соборі 15 грудня 2018 року. Натомість, Міністерство культури України ввечері 10 травня 2019 року, спростувало заяву про нібито відновлення діяльності в Україні такого релігійного об'єднання, як Українська православна церква Київського патріархату. Зазначається, що релігійне об'єднання УПЦ КП і релігійна організація «Київська патріархія УПЦ» після створення і реєстрації статуту релігійної організації «Київська митрополія ПЦУ» фактично та юридично припинили свою діяльність.
12 травня Філарет в інтерв'ю DW заявив, що митрополит Київський Епіфаній рідко з ним спілкується. За словами Філарета, у ПЦУ може статися розкол. Натомість Івано-Франківсько-Галицька, Чернівецька, Одеська, Херсонська, Тернопільська, Тернопільсько-Бучацька, Харківсько-Полтавська, Черкаська та Хмельницька єпархії ПЦУ виступили з відозвами на підтримку Митрополита Епіфанія (Думенка).
Голова департаменту у справах національностей і релігій Міністерства культури Андрій Юраш розказав, що патріарх Варфоломій у бесіді з ним 6 травня прямо сказав, що «до тих, хто буде чинити розкол, будуть застосовані засоби церковного покарання».
14 травня на запрошення почесного Патріарха Філарета вшанування священномученика Макарія та «дружньої бесіди» приїхали тільки чотири єпископи. З понад 40 єрархів колишньої УПЦ КП на Богослужінні журналісти помітили архиєпископа Сімферопольського і Кримського Климента, а також групу єрархів Київського Патріархату з Росії: митрополит Білгородський і Обоянський Іоасаф (Шибаєв), його вікарій Петро (Москальов) та єпископ Адріан (Старина). Архиєпископ Климент (Кущ) приїхав на святкування із поваги до Філарета. Під час літургії Філарет помянув у диптиху предстоятелів помісних православних церков митрополита Київського і Всієї України Епіфанія. Це означає, що Філарет визнає предстоятельство Епіфанія. Але офіційний сайт УПЦ КП опублікував звернення Філарета, в якому він закликає предстоятеля ПЦУ митрополита Епіфанія «нічого не робити всередині церкви» без його згоди.
На прес-конференції 15 травня Філарет звинуватив президента Порошенка та митрополита Епіфанія у невиконанні своїх обіцянок, які вони за його словами дали йому напередодні проведення Об'єднавчого Собору 15 грудня в Києві. Деякі ЗМІ вважають що до підбурення такої активності Філарета причетний Ігор Коломойський.
Релігієзнавець Юрій Чорноморець вважає, що лише через постать Патріарха Філарета, який розпочав новий виток конфлікту за владу з новообраним митрополитом Епіфінієм в травні 2019, у Об'єднавчому Соборі 15 грудня 2018 року взяло участь всього два єрархи Московського Патріархату. Зокрема, зазначається що подібна поведінка й пов'язані з цим проблеми тривають від початку перемовин про об'єднання з 1999 року.
16 травня Православна церква України офіційно підтвердила ліквідацію УПЦ КП на Об'єднавчому соборі 15 грудня 2018 року, опублікувавши відповідну постанову за підписом патріарха Філарета.
Доктор філософських наук, релігієзнавець Олександр Саган, аналізуючи конфлікт Філарета та Епіфанія, висловив думку, що стратегія подальшого розвитку ПЦУ уже визначена. Йдеться фактично про конфлікт двох моделей розвитку православ'я в Україні: авторитарна та соборноправна.
23 травня почесний патріарх Православної церкви України, колишній предстоятель УПЦ КП Філарет заявив, що не виконуватиме умов положень томосу щодо переходу закордонних парафій колишньої УПЦ Київського патріархату до складу Вселенського патріархату, відмовляється від заборони варити миро і відмовляється вирішувати конфліктні ситуації внутрішнього характеру виключно за погодженням із Фанаром.
Протягом перших п'яти місяців митрополит Епіфаній проводив достатньо самостійну політику. Про певні непорозуміння між Філаретом та Епіфанієм деякі ЗМІ почали писати майже відразу після надання Томосу про автокефалію. Вже у травні 2019 року, після президентських виборів конфлікт між Почесним Патріархом Філаретом та Митрополитом Епіфанієм виплеснувся у публічну площину. 9 травня Філарет заявив, що УПЦ Київського Патріархату досі існує, хоча у Міністерстві культурі 10 травня підтвердили, що Українська Православна Церква Київського Патріархату припинила своє існування, коли увійшла до Православної церкви України. Також Філарет продовжував називати себе патріархом Київським і всієї Руси й навіть роздавав нагороди та розсилав документи на бланках УПЦ КП. 14 травня Почесний Патріарх Філарет запросив у Володимирський собор архієреїв на традиційне для УПЦ КП молитовне святкування на часть священномученика Макарія. Однак, до нього приїхали лише 4 єпископи з понад 60-ти. У той же час, на літургії Філарет пам'янув в диптиху предстоятелів помісних православних церков митрополита Київського і всієї України Епіфанія.
Філарет стверджує, що при переговорах про створення Єдиної помісної православної церкви президент Петро Порошенко вмовив його зняти свою кандидатуру, але пообіцяв негласне керівництво. За його словами, на архієрейському соборі було вирішено, що він буде керувати ПЦУ виключно всередині, а Епіфаній представлятиме її на міжнародній арені. Філарет розповів, що при підготовці та підписанні Томосу було укладено усну угоду, яку не можна порушувати, однак Епіфаній керує сам і нібито вирішив відправити його у відставку.
«Ми шануємо Святійшого Патріарха Філарета, але не підтримуємо думок, які він висловив останніми днями… Всі повинні чітко зрозуміти, що до початку Об'єднавчого Собору такі структури як Українська Православна Церква Київського Патріархату та Українська Автокефальна Православна Церква були розпущені», — сказав митрополит Епіфаній 14 травня 2019 р. в Маріуполі.
24 травня Філарет заявив, що не підтримує частину положень Томосу, зокрема про те, що українська церква має керувати тільки православними українцями, які знаходяться на території України. Він також не погоджується з іншим пунктом Томосу — щодо мира. На його думку, «якщо ми миро повинні отримувати з Константинополя, зі Стамбула, то значить, ми залежні». Третім суперечливим пунктом Томосу, за його словами, є те, що якщо виникають конфліктні ситуації в ПЦУ, то їх вирішує Константинопольський патріархат. Водночас Філарет заперечував виникнення нового розколу у церкві. «Розколу немає, тільки різний підхід. Одні хочуть зберегти Київський патріархат, а інші хочуть знищити його. У нас не розкол. Є розбіжності у питаннях будівництва Української православної церкви», — підсумував Почесний Патріарх.
Того ж дня Православна церква України на засіданні Синоду висловила «повну підтримку Предстоятелю, Блаженнішому Епіфаную, Митрополиту Київському та всієї України». «Синодом було засвідчено, що у своїй житті та діяльності Помісна Українаська Православна Церква (Православна Церква України) керується Священним Писанням та Переданням, канонами Православної Церкви, власним Статутом, ухваленим Обєднавчим Собором 15 грудня 2018 року та відповідно зареєстрованим державою, Патріаршим та Синодальним Томосом про автокефалію від 6 січня 2019 року, рішеннями власних статутних органів», — йдеться у тексті.
Після засідання Синоду Філарет продовжував критикувати Епіфанія та запідозрив його у тому, що той піддався впливу «антиукраїнських, московських сил». Представник Константинополя Еммануїл відповів, що «всі звинувачення про те, що предстоятеля Епіфанія оточують якісь проросійські сили — це міф». Але вже зранку, 25 травня Філарет відвідав Михайлівський монастир, де відбулась літургія на честь святителя Епіфанія. На цю подію він не одягнув патріарший куколь. У присутності ієрархів церкви, а також представника Константинополя Філарет привітав Епіфанія і побажав йому Божої допомоги. Філарет також відзначив важливість збереження єдності та подякував Вселенському патріарху Варфоломію за допомогу у створенні помісної церкви.
Патріарх Філарет розкритикував предстоятеля Православної церкви України Епіфанія у порушенні православної традиції і канонів через те, що митрополит прийняв під свою опіку ректора КПБА — священика ПЦУ, проти якого раніше ввів санкції Філарет. На думку Філарета, це демонструє те, що Епіфаній починає своє служіння з порушення архиєрейської присяги і церковної православної традиції — цим він «дає поганий приклад для архиєреїв церкви». Також Філарет каже що, рішення Епіфанія може посилити розкол церкви: «Такі дії не тільки не приведуть до єдності нашої Церкви і всього українського православ'я, а до руйнації того, що привело до отримання Томосу про автокефалію і Вашого обрання на посаду Предстоятеля»
29 травня Епіфаній підписав указ, у якому документи УПЦ КП після 30 січня 2019 р. визнаються недійсними і не підлягають виконанню в ПЦУ. Цим же указом Епіфаній прийняв у своє особисте підпорядкування парафію Покрова Пресвятої Богородиці в Солом'янському районі Києва, настоятелем якого є протоієрей О. Трофимлюк. Днем раніше Філарет видав указ від імені патріарха Київського і всієї Руси-України про заборону служити в храмі протоієрею Трофимлюку, який є ректором Київської православної богословської академії та соратником Епіфанія.
Наприкінці травня 2019 Константинопольський Патріарх Варфоломій заявив, що ніякого Київського Патріархату не існує і ніколи не існувало: «Що стосується Філарета, то його відновили до єпископської гідності як колишнього Митрополита Київського. Так званий „Патріархат Київський“ не існує і ніколи не існував». При цьому Патріарх наголосив на своїй підтримці України та Православної Церкви України (ПЦУ).

### Спроба зібрати помісний собор
1 червня 2019 року єпископ ПЦУ Адріан (Кулик) повідомив, що на 3 червня почесний патріарх Філарет скликає всіх київських священників до себе. Як розповідають йому священники, начебто Філарет буде вимагати від них присягнути на вірність Київському патріархату. При цьому він зазначає, що храми в столиці тільки формально знаходяться під керівництвом Філарета.
3 червня почесний патріарх Філарет на зустрічі із київськими священками озвучив намір зібрати Помісний Собор та просив їх не поспішати з перереєстрацією Статутів у ПЦУ. Також він просив священиків не коментувати ЗМІ цю зустріч. За даними BBC, на зустріч до владики Філарета прийшли майже всі настоятелі, за винятком двох чи трьох.
4 червня 2019 Православна церква України опублікувала фрагмент відеозапису собору від 15 грудня 2018 року, на якому зафіксована ліквідація Української православної церкви Київського патріархату.
6 червня 2019 року представники української інтелігенції звернулися до почесного патріарха ПЦУ Філарета з проханням перенести обговорення всіх гострих питань на представницькі церковні органи, а також утриматися від публічних дискусій чи інтерв'ю, які можуть посіяти тривогу серед православних українців і потішити недругів держави.
У Києві 10 червня відбувся Форум української інтелігенції «За Помісну Православну Церкву України». Його учасники висловили стурбованість останніми діями та заявами почесного Патріарха Філарета про відновлення Кивського Патріархату. Учасники зборів також закликали Предстоятеля ПЦУ Епіфанія й членів Священного Синоду вжити рішучих заходів для припинення будь-яких спроб відновлення самоліквідованої УПЦ КП та інформаційної дискредитації ПЦУ, що здійснюється деякими її архиєреями та священиками.

### Київський форум Філарета
11 червня 2019 року Почесний патріарх Філарет в м. Києві збірав Форум української інтелігенції «За Українську Православну Церкву! За Київський Патріархат!». На цьому він оголосив про рішення скликати Помісний Собор Київського Патріархату на 20 червня. Також він зазначив, що на ньому збирається не визнати результати собору 15 грудня й таким чином скасувати їх. На форумі Почесний патріарх Філарет заявив, що томос знищив Київський патріархат і що Томос не є такий як мають інші православні церкви (Румунська болгарська, польська й ін). «Ми не такий томос маємо!» — сказав Філарет. «Ми маємо такий томос який ставить нас в залежність від Константинопольського патріархату…». Також Філарет був незадоволений назвою нової церкви, статусом митрополії та тим що в разі якихось догматичних труднощів ПЦУ має звертатися до Вселенського патріарха. «Томос ми не приймаємо тому що ми не знаємо який томос ми приймали. Коли ми були на об'єднавчому соборі то нам не показали текст томосу. Якби ми знали 15 грудня текст томомосу ми б цей томос не прийняли, тому що ми не хочемо з однієї залежності попасти в іншу залежність» — сказав Філарет. На форумі «За Київський Патріархат» було близько 150 людей в тому числі близько 5-ти священиків. Святійший Філарет також каже що всі єпархії і парафії які перереєструвалися на нові статути вийшли зі складу Київського патріархату і таким чином руйнують Київський патріархат. «Томос направлений на ліквідацію Київського патріархату» — каже Святійший Філарет. Почесний патріарх Філарет, каже що підписав ліквідацію Київського Патріархату через вказівку Вселенського патріарха. Він дав умову, що томосу не буде якщо не розпустять КП. «Тому що ми хотіли томос ми розпустили КП. Але ми хотіли томос такий як й інші церкви, але нас обманули» — впевнений Філарет. Також на його думку Константинопольська церква пішла «хитрішим шляхом» коли дала томос але не сказала «що в тому томосі буде написано». «Таким чином нас перехитрили і ми відкидаємо той так званий помісний собор 15 грудня і його постанови — бо це був збір підписів під назвою „помісний собор“. Наше завдання зберегти існування Київського Патріархату, тому якщо хтось і відокремився то відокремився від Київського Патріархату». Гості форуму про себе питали як вийти із скрутного становища що зараз склалося в Церкві. «Нічого ми не можемо поки що зробити але можемо вберегти маленький Київський Патріархат, але потім він виросте у велику церкву…згадайте 90-ті» — сказав наприкінці свого виступу почесний патріарх Філарет. Обурений Філарет також і хіротонією нового єпископа Епіфанія (Дімітріу). На його думку «цей грек спостерігає про те що відбувається в Україні» і передає інформацію Варфоломію який в свою чергу через нього дає вказівки предстоятелю ПЦУ. Також Філарет каже що як не буде КП то не буде України. Тому що на його думку ПЦУ служить грекам, МП москві а українській державі служить тільки КП.

#### Реакція
«Зараз говорити про те, що хтось не знав, які умови були передбачені в Томосі, — це неправда. Бо все це було закладено в статуті на Об'єднавчому соборі, який відбувся 15 грудня. Всі чітко знали про те, що ті питання, які зараз озвучуються і декому, на жаль, виявляються незручними, вони насправді обговорювалися напередодні собору, і всі прекрасно знали, що саме буде прописано в історичному документі, який носить назву Томос», — зауважив митрополит Епіфаній.
14 червня 2019 року Православна церква України застерегла почесного патріарха Філарета від проведення собору Київського патріархату й попередила, що участь у ньому буде означати розкол. «Самовільне та позастатутне проведення зборів невизначеної групи неуповноважених осіб з присвоєнням цьому зібранню назви „Собору“ означатиме церковне розділення і відділення організаторів і учасників таких зібрань від Православної церкви України з усіма канонічними і юридичними наслідками»
Православна церква наголосила, що Філарет не має права одноосібно скликати «Помісний Собор УПЦ КП» ні за статутом Православної церкви України, ні навіть за статутом УПЦ КП, що припинила свою діяльність. Також було опубліковано заклик до усіх ієрархів, духовенства і вірян, які бажають блага для Церкви та України, не брати жодної участі в заходах і діях, які руйнують єдність помісної Православної церкви.
Також 14 червня 2019 року свою підтримку Епіфанію висловила Закарпатська єпархія ПЦУ на чолі з Варсонофієм (Рудніком). Окрім цього з Київської православної богословської академії ПЦУ було відраховано патріаршого іподиякона Івана Музику, який супроводжував Філарета на форумі, і працівника «Київської Патріархії» Антона Павленка, який виконував свої обов'язки, як працівник прес-служби Київської Патріархії.
18 червня ПЦУ закликали військових священиків не брати участь в помісному Соборі УПЦ Київського Патріархату, який почесний патріарх Філарет скликає 20 червня.
18 червня 2019 року Почесний патріарх Філарет (Денисенко) в інтерв'ю Українському радіо зробив нову скандальну заяву на адресу голови Православної Церкви України Епіфанія і всіх єпископів ПЦУ. Він зазначив, що всі роки існування Київського патріархату був патріархом і залишається ним і зараз.
18 червня 2019 було оголошено, що Православна Церква України наприкінці червня надасть оцінку Собору, який на 20 червня збирає почесний патріарх Філарет.
20 червня 2019 року об 11:00 в Києві за адресою вул. Маршала Конєва, 6 — конференц-зала готелю «Фавор-парк» поряд зі Спасо-Преображенським собором — відбудеться Всеукраїнський церковно-громадський форум Єдності Українського Православ'я.
Організаторами Форуму виступають:
- Національний педагогічний університет імені М. П. Драгоманова;
- Ставропігійна парафія Преображення Господнього міста Києва;
- Переяславсько-Вишневська єпархія Православної Церкви України.

### «Помісний Собор УПЦ КП»
Президію «Собору» складають почесний патріарх Філарет, митрополит Білгородський Іоасаф, єпископ Східно-Молдовський Філарет, єпископ Валуйський (вікарний) Петро, протоієрей Борис Табачек (настоятель Володимирського собору), професор Юрій Мосенкіс. Також вже визначено Секретаріат Собору, Мандатну, Редакційну та Лічильну комісії.
На «помісний Собор» УПЦ КП прибули, крім Філарета, лише 2 єпископи з понад 40, які до неї раніше належали. З Росії приїхали митрополит Білгородський і Обоянський Іоасаф (Шибаєв) та його вікарний єпископ Петро (Москальов). У РФ та Молдові існують декілька православних парафій, які належали до УПЦ КП, ними керують саме ці єрархи.
Відповідно до списку учасників «Собору», на нього мав приїхати єпископ Фалештський і Східно-Молдовський Філарет (Панку), але він не прибув.
Як передає кореспондент BBC News Україна, захід закритий для преси, але перед початком «собору» у Володимирському храмі було не більше десятка священників.
На «Собор» були запрошені настоятелі деяких монастирів: Свято-Феодосіївського архимандрит Макарій (Папіш), Свято-Миколаївського (у Богуславі) архимандрит Арсеній (Пожарний). За даними BBC, архимандрит Макарій відмовився йти на «Собор».
У Володимирський собор запросили також насельника Свято-Феодосіївського монастиря архимандрита Андрія (Маруцяка) протоєрея: Леонтія Никитенка, Романа Загурського (США), Володимира Чайку (Німеччина) та диякона Василія Дідуха.
Водночас джерела BBC у ПЦУ припускають, що частина вказаних у списках гостей настоятелів можуть не з'явитись на Собор.
Також «помісний собор» обрав двох нових кандидатів у єпископи, якими стали архімандрит Андрій (Маруцак) та ієромонах Ілля (Зеленський).

### Розвиток конфлікту
Після відновлення УПЦ КП Філарет видав указ, яким призначив нового предстоятеля Свято-Феодосіївського монастиря. Утім, храм належить до Православної Церкви України і має свого настоятеля — отця Макарія. Зранку з указом до нього прийшов призначений Філаретом настоятель — отець Андрій і сказав, що хоче забрати статутні документи.
20 червня 2019 року Архієпископ Рівненський і Острозький Іларіон (Процик) заборонив у служінні протоієрея Віталія Друзюка за участь у зібранні владики Філарета з метою «відновлення УПЦ КП».
Архімандрит Андрій (Маруцак) з 22 червня, а ієромонах Ілля (Зеленський) з 21 червня 2019 року заборонені в священнослужінні за дії, спрямовані на поділ Церкви. Указ щодо Маруцака підписано митрополитом Київським Епіфанієм. Згідно з документом насельник Свято-Феодосіївського чоловічого монастиря в Києві архімандрит Андрій (Маруцак) був заборонений у священнослужінні строком на три місяці за спробу захоплення керівництва монастирем.
Також стало відомо, що 20 червня Свято-Феодосіївський монастир прийнято в безпосереднє підпорядкування митрополита Київського і всієї України. Ієромонаха Іллю (Зеленського) звільнено з посади настоятеля парафії архістратига Михаїла в м. Барвінкове Харківської області й заборонено в священнослужінні терміном на півроку. Указ підписав єпископ Харківський і Богодухівський Митрофан (Бутинський).
Митрополит Філарет (Денисенко), який мав у Православній Церкві України звання почесного патріарха, але 20 червня провів свій собор з відновлення колишньої УПЦ Київського Патріархату, почав з 22 червня возводити у сан нових єпископів для УПЦ КП, чим підтвердив свій розрив з ПЦУ.
22 червня у Володимирському соборі Києва Філарет возвів у сан єпископа Харківського і Богодухівського ієромонаха Іллю (Зеленського). митрополит Білгородський і Обоянський Іоасаф (Шибаєв), колишній ієрарх УПЦ КП з Росії, який теж увійшов до відновленої Філаретом УПЦ КП, разом зі своїм помічником — вікарним єписокпом Петром (Москальовим) — брав участь у рукопокладенні ієромонаха Іллі (Зеленського) у сан єписокпа.
23 червня Філарет звершив хіротонію архімандрита Андрія (Маруцака) у сан єпископа Васильківського.
24 червня 2019 за результатами засідання Синоду ПЦУ Філарета було позбавлено прав архієрея й права управління Київською єпархією, а відповідно й контролю над місцевими храмами і монастирями. Залишено місцем служіння тільки Володимирський собор із підпорядкуванням Епіфанію, як єпархіальному архієрею Київської єпархії. Іоасафа (Шибаєва) й Петра (Москальова) було виключено зі складу єпископату Православної Церкви України.
24 червня 2019 року прихильники Філарета на чолі з забороненим у священнослужінні протоієреєм Віталієм Сеником намагалися захопити приміщення, де розташоване управління Одеської єпархії ПЦУ і кафедрального храму.
25 червня 2019 року під керівництвом Філарета створено власний синод майбутньої церкви з п'яти єпископів, яким напередодні помісна Православна церква України заборонила священнослужіння. Також було зазначено, що згодом їхня кількість зросте до 12, як це передбачене статутом УПЦ КП.
Також відсторонений митрополит Філарет (Денисенко) почав поширювати пропагандистські кліше, які РПЦ вже довгий час поширює з метою дискредитації Православної церкви України.

### Боротьба за майно
12 липня 2019 до Окружного адміністративного суду надійшло клопотання від Київської Патріархії Української Православної Церкви Київського Патріархату (УПЦ КП) про забезпечення позову, в якому Київська патріархія УПЦ КП просить суд заборонити Київській міській державній адміністрації (КМДА) і Київській міській раді (КМР) здійснювати дії з передання в користування об'єктів нерухомого майна іншим особам.
27 липня 2019 р. на своєму черговому засіданні Священний Синод Православної Церкви України на виконання рішень Помісного Собору УПЦ Київського Патріархату (15 грудня 2018 р.) та Української Автокефальної Православної Церкви (15 грудня 2018 р.) про припинення діяльності релігійних об'єднань УПЦ КП та УАПЦ шляхом об‘єднання та приєднання до утворюваної Помісним Об‘єднавчим Собором Православної Церкви України — ухвалив необхідні процедурні рішення щодо припинення юридичних осіб «Київська Патріархія УПЦ Київського Патріархату» та «Патріярхія УАПЦ» шляхом приєднання до Київської Митрополії Української Православної Церкви (Православної Церкви України).
Для реалізації цих рішень було утворено ліквідаційні комісії. 29 липня 2019 р. відповідні юридичні зміни були внесені до Єдиного державного реєстру юридичних осіб. Від цього дня офіційним керівним органом «Київської Патріархії УПЦ КП» є ліквідаційна комісія у складі митрополита Черкаського і Чигиринського Іоана (голова), архієпископа Тернопільського і Кременецького Нестора, архієпископа Чернігівського і Ніжинського Євстратія, протоієрея Валерія Семанцо та протоієрея Петра Ландвитовича. Керівним органом «Патріярхії УАПЦ» є ліквідаційна комісія у складі архієпископа Житомирського і Поліського Володимира (голова), архієпископа Чернівецького і Хотинського Германа, протоієрея Віталія Даньчака. Будь-які заяви та дії від імені юридичних осіб «Київська Патріархія УПЦ КП» та «Патріярхія УАПЦ» іншими, не уповноваженими особами, є незаконними та не породжують юридичних наслідків.
27 липня 2019 року Філарет очолив засідання так званого «Архієрейського собору Української Православної Церкви Київського Патріархату (відновленої)». Участь у зборах також взяли чотири ієрархи цієї Церкви: митрополит Білгородський і Обоянський Іоасаф, єпископ Харківський і Богодухівський Ілля, єпископ Валуйський Петро та єпископ Васильківський Андрій. На ньому вони розкритикували Міністерство культури України за припинення реєстрації УПЦ КП після об'єднавчого собору та її саморозпуску, а також Православну церкву України за проведення відповідно перереєстрації громад та інших установ.
31 липня 2019 року Міністерство культури України підтвердило, що Священний Синод Української Православної Церкви (Православної Церкви України) як керівний орган цього релігійного об'єднання на своєму засіданні 27 липня 2019 (Журнал № 43) ухвалив рішення про припинення діяльності релігійної організації «Київська Патріархія Української Православної Церкви» шляхом приєднання до релігійної організації «Київська митрополія Української православної церкви (Православної церкви України)», про що було зроблено відповідний запис у Єдиному державному реєстрі юридичних осіб, фізичних осіб — підприємців і громадських формувань.
1 серпня 2019 року екс-предстоятель УПЦ КП Філарет звернувся до юридичної громадськості з проханням допомогти захистити права УПЦ КП.
4 серпня 2019 після Божественної літургії у Володимирському соборі Філарет звернувся до вірян із проханням «молитвою і всіма законними діями захистити УПЦ КП і його самого від знищення, яке намагається вчинити керівництво ПЦУ та чиновники Мінкультури». Також він закликав людей протестувати проти дій Мінкультури й самого Епіфанія.
Ощадбанк закрив рахунок Київської Патріархії на підставі відповідного листа від Предстоятеля ПЦУ Епіфанія.
22 серпня 2019 Філарет опублікував листа до митрополита Епіфанія. У листі владика вимагає у Предстоятеля ПЦУ відкликати своє рішення. Свої вимоги митрополит Філарет аргументує тим, що оголосив про відкол від ПЦУ 20 червня — на місяць раніше появи рішення Синоду ПЦУ про утворення ліквідаційної комісії.
У день публікації листа Філарета на Михайлівській площі було зібрано проплачений мітинг на підтримку Київського Патріархату. Проте пенсіонери, які зібралися на мітинг, поскаржились, що гроші (по 100 грн на людину) їм так і не виплатили.. Організацією цієї акції займалися люди з орбіти Віктора Медведчука.

### Суд щодо ліквідації УПЦ КП
4 вересня 2019 року Окружний адміністративний суд Києва задовольнив заяву адвокатів УПЦ КП про заборону Яременку О. В. (митрополиту Черкаському ПЦУ Іоану) вчиняти будь-які дії щодо ліквідації Київської патріархії.
12 вересня 2019 року Окружний адміністративний суд Києва виніс ухвалу щодо забезпечення позову Київського Патріархату Філарета до Мінкульту щодо нібито незаконної ліквідації КП.
В ухвалі, серед іншого зазначено наступне:
1. суд засвідчив протиправність наказу Мінкульту, який скасував чинність статутів УПЦ КП та Київської патріархії;
2. подання ліквідкомісією Київської патріархії УПЦ КП, яку створила ПЦУ заяви про відмову від позову та про припинення представництва інтересів Київської патріархії адвокатом, уповноваженим Патріархом Філаретом, суд вважає перешкоджанням доступу до правосуддя;
3. суд заборонив Мін'юсту, Мінкульту, їх структурним підрозділам, органам державної влади і місцевого самоврядування, нотаріусам проводити будь-які реєстраційні дії, що стосуються Київської патріархії Української Православної Церкви Київського Патріархату та її майна;
4. суд заборонив ліквідкомісії Київської патріархії УПЦ КП, яку створила ПЦУ будь-які дії щодо управління Київською патріархією та розпорядженням її майном.

11 листопада 2019 року Шостий апеляційний суд Києва ухвалив продовжити ліквідацію УПЦ КП, незважаючи на тиск з боку прихильників владики Філарета, які штурмували суд, розтрощили двері, меблі і побились з правоохоронцями. Суд вирішив скасувати попередню ухвалу щодо забезпечення позову, тобто повністю став на бік Міністерства культури і Православної Церкви України.
Прихильники Філарета зібрались зранку 11 листопада у центрі Києва на протест проти ліквідації УПЦ КП. З Європейської площі вони вирушили до Кабміну, де передали звернення, після чого рушили до суду, де і сталася штовханина.
25 травня 2020 року почесний патріарх Філарет привітав предстоятеля ПЦУ із днем тезоімеництва.

## Послідовники Філарета
У грудні 2019 року за даними Департаменту у справах релігій і національностей - в юрисдикції церкви, яку очолює патріарх Філарет хочуть бачити себе від 10 до 15 громад.

## Ставлення українців
| 100 % у рядку | Позитивно | Нейтрально / Ні позитивно, ні негативно | Негативно | Важко сказати / Відмова | Не знаю такого |
| --- | --------- | --------------------------------------- | --------- | ----------------------- | -------------- |
| Епіфанія — предстоятеля Православної церкви України                                                                                                | 42,3      | 39,1                                    | 5,0       | 5,9                     | 7,7            |
| Філарета — Почесного Патріарха, очільника Української православної церкви Київського патріархату (до її приєднання до Православної Церкви України) | 44,1      | 35,1                                    | 8,2       | 5,9                     | 6,7            |

| 100 % у стовпчику                                         | Україна в цілому | Захід | Центр | Південь | Схід | Донбас |
| --------------------------------------------------------- | ---------------- | ----- | ----- | ------- | ---- | ------ |
| Потрібно було обрати Філарета                             | 15,5             | 12,7  | 15,3  | 18,6    | 17,4 | 17,2   |
| Добре, що обрали Епіфанія                                 | 36,5             | 47,2  | 38,2  | 31,0    | 27,4 | 19,6   |
| Треба було обрати когось іншого, крім Філарета / Епіфанія | 2,2              | 0,9   | 1,8   | 4,7     | 2,0  | 5,9    |
| Важко сказати                                             | 45,4             | 39,2  | 44,6  | 44,5    | 52,3 | 56,1   |
| Відмова відповідати                                       | 0,5              | 0,0   | 0,2   | 1,3     | 1,0  | 1,2    |